# Cupiagua
Cupiagua es un centro poblado colombiano del municipio de Aguazul del departamento de Casanare.

## Toponimia
De acuerdo a los habitantes  el nombre Cupiagua se debe a que este centro poblado se encuentra rodeado de muchas fuentes hídricas

## Geografía
Se encuentra en la cordillera oriental, su relieve es montañoso.
Además, de su centro poblado, tiene bajo su área de influencia las veredas El Triunfo, Mano Guía,  El Cachiza, Cunama y Plan Brisas.

## Economía

### Agricultura y ganadería
Debido a su ubicación geográfica la condiciones naturales se prestan para cultivar cualquier tipo de vegetal, por otro lado la ganadería es un motor importante de este corregimiento gracias a su gran extensión de terreno.

### Explotación petrolera
En el centro poblado de Cupiagua en 1992 se encontró un yacimiento de petróleo de los más grandes del territorio nacional, desde ese tiempo ha sido explotado a cargo de la empresa estatal  Ecopetrol junto a la multinacional BP. En 2019 se inauguró la planta de gas licuado.

## Educación
- Institución Educativa Cupiagua[3]